# Rivière Mariet
Der Rivière Mariet ist ein 200 km langer Zufluss der Hudson Bay in der Verwaltungsregion Nord-du-Québec der kanadischen Provinz Québec.

## Flusslauf
Der Rivière Mariet bildet den Abfluss eines 168 m hoch gelegenen namenlosen Sees, 150 km ostnordöstlich von Inukjuaq. Der Fluss fließt in überwiegend westlicher Richtung durch die Tundralandschaft des Kanadischen Schilds. Mehrere kleinere Seen liegen entlang des Flusslaufes, darunter Lac Illuvigartalik und Lac Tasiulitainnatuq. 17 Kilometer oberhalb der Mündung trifft der Rivière Saputiapiit von Süden kommend auf den Fluss. Der Rivière Mariet mündet schließlich 85 km nordnordöstlich von Inukjuaq in die Hudson Bay. Der Fluss entwässert ein Gebiet von 3730 km².

## Namensgebung
Der Fluss wurde nach Pater Joseph Mariet (1644–1704) benannt. Er war ein Sulpizianer-Priester am Hôtel-Dieu de Montréal, einem Krankenhaus, in dem auch Irokesen behandelt wurden.